# Richie Guerin
Richard V. Guerin, detto Richie (New York, 29 maggio 1932), è un ex cestista, allenatore di pallacanestro e dirigente sportivo statunitense, professionista nella NBA.
Dal 2013 fa parte del Naismith Memorial Basketball Hall of Fame in qualità di giocatore.

## Statistiche
| * | Primo nella lega |

### NBA

#### Regular Season
| Anno      | Squadra         | PG  | PT | MP   | TC%  | 3P% | TL%  | RP  | AP  | PRP | SP | PP   |
| --------- | --------------- | --- | -- | ---- | ---- | --- | ---- | --- | --- | --- | -- | ---- |
| 1956-1957 | N.Y. Knicks     | 72  | -  | 24,9 | 36,8 | -   | 62,0 | 4,6 | 2,5 | -   | -  | 9,7  |
| 1957-1958 | N.Y. Knicks     | 63  | -  | 37,6 | 35,4 | -   | 69,1 | 7,8 | 5,0 | -   | -  | 16,5 |
| 1958-1959 | N.Y. Knicks     | 71  | -  | 36,0 | 42,4 | -   | 80,2 | 7,3 | 5,1 | -   | -  | 18,2 |
| 1959-1960 | N.Y. Knicks     | 74  | -  | 32,8 | 42,0 | -   | 77,3 | 6,8 | 6,3 | -   | -  | 21,8 |
| 1960-1961 | N.Y. Knicks     | 79  | -  | 38,3 | 39,6 | -   | 79,2 | 7,9 | 6,4 | -   | -  | 21,8 |
| 1961-1962 | N.Y. Knicks     | 78  | -  | 42,9 | 44,2 | -   | 82,0 | 6,4 | 6,9 | -   | -  | 29,5 |
| 1962-1963 | N.Y. Knicks     | 79  | -  | 34,3 | 43,2 | -   | 84,8 | 4,2 | 4,4 | -   | -  | 21,5 |
| 1963-1964 | N.Y. Knicks     | 2   | -  | 13,0 | 68,8 | -   | 80,0 | 1,5 | 2,0 | -   | -  | 13,0 |
| 1963-1964 | St. Louis Hawks | 78  | -  | 30,0 | 41,0 | -   | 81,9 | 3,2 | 4,8 | -   | -  | 13,1 |
| 1964-1965 | St. Louis Hawks | 57  | -  | 29,4 | 44,6 | -   | 76,7 | 2,6 | 4,8 | -   | -  | 14,4 |
| 1965-1966 | St. Louis Hawks | 80  | -  | 29,5 | 41,5 | -   | 81,2 | 3,9 | 4,9 | -   | -  | 14,9 |
| 1966-1967 | St. Louis Hawks | 80  | -  | 28,4 | 43,6 | -   | 73,1 | 2,4 | 4,3 | -   | -  | 13,7 |
| 1968-1969 | Atlanta Hawks   | 27  | -  | 17,5 | 42,3 | -   | 77,0 | 2,2 | 3,7 | -   | -  | 5,6  |
| 1969-1970 | Atlanta Hawks   | 8   | -  | 8,0  | 27,3 | -   | 100  | 0,3 | 1,5 | -   | -  | 0,9  |
| Carriera  | Carriera        | 848 | -  | 32,4 | 41,6 | -   | 78,0 | 5,0 | 5,0 | -   | -  | 17,3 |

#### Playoffs
| Anno     | Squadra         | PG  | PT | MP   | TC%  | 3P% | TL%  | RP  | AP   | PRP | SP | PP   |
| -------- | --------------- | --- | -- | ---- | ---- | --- | ---- | --- | ---- | --- | -- | ---- |
| 1959     | N.Y. Knicks     | 2   | -  | 38,5 | 25,7 | -   | 85,7 | 9,0 | 7,5  | -   | -  | 15,0 |
| 1964     | St. Louis Hawks | 12* | -  | 35,7 | 44,4 | -   | 78,8 | 4,2 | 4,1  | -   | -  | 18,1 |
| 1965     | St. Louis Hawks | 4   | -  | 31,3 | 38,5 | -   | 76,0 | 2,0 | 5,3  | -   | -  | 17,3 |
| 1966     | St. Louis Hawks | 10  | -  | 39,9 | 45,3 | -   | 81,6 | 3,7 | 7,9* | -   | -  | 20,6 |
| 1967     | St. Louis Hawks | 9   | -  | 25,3 | 41,9 | -   | 80,0 | 2,6 | 4,3  | -   | -  | 10,7 |
| 1969     | Atlanta Hawks   | 3   | -  | 10,7 | 25,0 | -   | 50,0 | 1,7 | 2,3  | -   | -  | 1,0  |
| 1970     | Atlanta Hawks   | 2   | -  | 28,0 | 61,9 | -   | 100  | 4,0 | 2,0  | -   | -  | 16,5 |
| Carriera | Carriera        | 42  | -  | 32,0 | 42,9 | -   | 80,3 | 3,5 | 5,1  | -   | -  | 15,6 |

## Palmarès

### Giocatore
- 3 volte All-NBA Second Team (1959, 1960, 1962)
- 6 volte NBA All-Star (1958, 1959, 1960, 1961, 1962, 1963)

### Allenatore
- NBA Coach of the Year (1968)
- 2 volte allenatore all'NBA All-Star Game (1969, 1970)